# 最後の子どもたち
『最後の子どもたち』（さいごのこどもたち。ドイツ語原題：Die Letzten Kinder von Schewenborn、英題：The Last Children of Schewenborn。「シェーベンボルンの最後の子どもたち」の意）は、ドイツの作家グードルン・パウゼヴァングによって1983年に書かれた小説である。
小説はドイツ（当時は西ドイツ）でベストセラーとなり、デンマーク、スウェーデン、オランダ、イギリス、スペインなど近隣の国々でも翻訳された。
日本では『最後の子どもたち』のタイトルで1984年に出版された。
物語では、核戦争後の西ドイツにおける生活が描写されている。
フィクションであるが、エピローグで著者が述べるところによると、舞台となるシェーベンボルン(Schewenborn)は、著者の居住する、ヘッセン州東部にあるシュリッツの小さな町をモデルにしている。

## あらすじ
物語は、これが書かれた当時に類似した冷戦の状況を示すことから始まる。
もうすぐ13歳になる少年ロランドは、父クラウス、母インゲ、3歳上の姉ユディット、4歳の妹ケースティンと、フランクフルトの一地区ボナメスで暮らしている。
彼つまり「ぼく」が物語の語り手である。
数週間前から東西間の緊張が高まっていた。
一家は、夏休みの旅行に出かけるか迷ったが、母の両親のいるシェーベンボルンへ予定通りに出かけることにした。
しかし、車で走行中、突然閃光と轟音、嵐のような突風に襲われた。
ロランドたちは近隣に核攻撃が加えられたのを悟った。
祖父母を救うため、道路を塞ぐ倒木を車で越えながら、彼らは町中で炎が上がっているシェーベンボルンへ向かった。
途中には大勢の負傷者がいた。
ようやく祖父母の家にたどり着いたものの、2階に間借りするクラマーから、祖父母がフルダへ出かけたと教えられた。
フルダはおそらく核攻撃を受けたはずだった。
母は20kmも離れたフルダへ徒歩で向かい、近くの丘からその消滅を確認した。
ボナメスへ戻ることもできず、一家は、全焼を免れた祖父母宅に留まった。
西ドイツの都市はすべて全滅したという噂が聞こえてきたが、新聞もテレビもラジオも電話も止まり、軍や赤十字の救援もない中、食料は次第に尽きていったが店で買うこともできず、ゴミの回収もされず、治安も衛生状態も悪化していった。
フルダ方面からは大勢の避難者が来て病院はいっぱいになり、負傷者は次々に死んでいった。
病院の手伝いに通うロランドが看病した瀕死の女性が、幼い娘ジルケと息子イェンスを一家に託した。
生きるために人々は商店を襲って食料や燃料、物資を強奪し、病院では薬が盗まれ、父も石炭を盗んできた。
引き取った子どもたちの世話をすることが母を力づけた。母は友人たちと協力し、町内にある古いお城を開放して、住む家がなく外で暮らす子どもたちを百人以上住まわせて、ユディットとともに子どもたちの面倒をみた。
やがてユディットに、放射能の影響による脱毛症状が表れる。
さらにチフスが蔓延し、一家も罹患して、ケースティンとジルケが死んだ。
続いて、頭髪を殆ど失ったユディットが死んだ。
イェンスの元気さが家族の救いだった。
しかし数千人がチフスと赤痢で死んだことで食料の分け前が増えたと言い放つ人がいた。
また、放射能で汚染されているとわかっていても、ロランド達は実ったジャガイモや畑で拾った穀物を食べるしかなかった。
さらにイヌやネコも食べられていった。
そして土壌や水を汚染した放射能による原爆症が確実に人々の命を奪っていった。
祖父の菜園に実ったわずかな果物や野菜が盗まれた。
父がカブを盗みに行き、農家の人に見つかって殴られて帰ってきたことがあった。
そんな中、母の妊娠が判明する。
母が被曝した時点ですでに新しい命が胎内にあったのだ。
しかし母がボナメスは無事だと信じて戻ろうと主張したため、一家はクラマーに留守を頼み、冬のさなかを徒歩でボナメスへ向かった。
途中で出会った人々から、フランクフルトをはじめドイツ各地の惨状を聞かされた。
政府はなくなったようだった。
しかし戦争があったのかどうかさえはっきり知っている人は皆無だった。
そしてボナメスには家の跡しか残っていなかった。
引き返す途中で、インフルエンザに罹患したイェンスが死んだ。
さらに母が陣痛に襲われるが、感染症を恐れる人々は一家を決して家に入れなかった。
ようやく祖父母の家にたどり着くと、クラマーは家を明け渡すことを拒否した。
しかたなく古い城の地下室に入る一家。
母は元気な女の赤ん坊を産んだものの、出血多量のため命を落とす。
新しい妹ジェシカ・マルタには目も両腕もなく、父が夜の冷気の中で安楽死させた。
4年後、ロランドと父は、クラマーが死んだ後に彼女の子を引き取って、祖父母の家で暮らしている。
冬のたびに多くの人々が餓えや寒さで死に、そして原爆症のために死んでいった。
新たに生まれる子の多くが障害を持っており、出産を諦める人もいた。
金銭は価値を失ったが秩序は戻り始めていた。
しかし人口は確実に減っていった。
父は城の中に学校を作って子どもたちに教えていたが、子どもたちも次々に原爆症を発症していった。
あるとき1人の子に、先生は平和のためにどのような事をしたか、と尋ねられると、父はただかぶりを振った。
そして父はロランドに、いずれ自分の後を継いでくれるよう言った。
ロランドは、シェーベンボルンの最後の子どもたちである自分たちが、いたわりや愛を学び、たとえ長くは続かなくとも平和な世界を作っていかなければならないと誓った。

## 主題
この本は、次の印象的な警告を伝えるための戒めの物語として明確に書かれたものである。
"hinterher solle niemand sagen können, wir hätten es nicht gewusst."
（「我々は知らなかった」とはもう言えない）
それは、特に若い読者層に向けられた言葉である。
小説の最終章で、17歳になったロランドが、次のような趣旨のことを語っている。「核戦争が起こる前、人類を滅ぼす準備が進められているのを大人はただ傍観していた。父もしょうがないと諦めていた。さらに、核兵器が平和のバランスを保っていると主張する人々がいた。危険が迫っているのに、心地よく快適な生活ばかりを求めてそれを直視しなかった人々もいた。そうしたことで大人たちを詰ってももうどうしようもない」と。
この本とかなり類似したテーマが、同様にヤングアダルトに狙いを定めて書かれた同著者の別の著作『Die Wolke』（日本語題『みえない雲』）に現れている。

## 受賞
- ドイツ児童文学賞
- グスタフ・ハイネマン平和賞(Gustav-Heinemann-Friedenspreis)

## 日本語訳
- グードルン・パウゼヴァング『最後の子どもたち』高田ゆみ子訳、小学館、1984年、ISBN 978-4-09-381301-3。